# تکه‌ها (آلبوم چندآهنگه)
تکه‌ها (انگلیسی: Pieces؛‏ کره‌ای: 조각집) هشتمین آلبوم چندآهنگه از خواننده و ترانه‌پرداز اهل کره جنوبی، آی‌یو است. این آلبوم در ۱۸ نوامبر ۲۰۱۹ از طریق ئی‌دی‌ای‌ام انترتینمنت منتشر شد. در ابتدا، این آلبوم فقط به صورت دیجیتالی برای دانلود و پخش آنلاین منتشر شد، اما نسخهٔ فیزیکی آن به همراه دی‌وی‌دی/بلوری در باکس‌ست مستند تکه‌ها: زمستان بیست و نهم قرار گرفت که در ۲۳ مارس ۲۰۲۲ منتشر شد. این آلبوم چندآهنگه نامزد دریافت جایزهٔ آلبوم سال در جوایز موسیقی ملون ۲۰۲۲ شد.

## پیش‌زمینه و انتشار
در ۲۲ دسامبر ۲۰۲۱، ئی‌دی‌ای‌ام انترتینمنت تصویری تیزر برای این آلبوم چندآهنگه از طریق حساب‌های شبکه‌های اجتماعی خود منتشر کرد. این تصویر تک‌رنگ شامل کتاب‌هایی بود که عناوین آن‌ها برگرفته از تک‌آهنگ‌های پیشین آی‌یو بود و صفحات رنگی بین آن‌ها قرار داشت که نشان‌دهندهٔ بازهٔ زمانی ساخت ترانه‌های آلبوم جدید بود. در ۲۸ دسامبر، کلیپ زنده‌ای از اجرای ترانه «ایستگاه بعدی» در کانال یوتیوب این شرکت منتشر شد.
این آلبوم شامل پنج ترانهٔ آکوستیک و ارکسترال است که همگی به زبان کره‌ای اجرا شده‌اند. این قطعات طی سال‌ها توسط آی‌یو نوشته، آهنگسازی، تنظیم و تولید شده‌اند و در کنسرت‌ها و برنامه‌های مختلف با هواداران اجرا شده‌اند، اما هرگز به صورت رسمی منتشر نشده بودند. این ترانه‌ها بخش‌هایی از زندگی و تجربیات آی‌یو در دههٔ بیست سالگی‌اش را به تصویر می‌کشند.

## جدول‌های موسیقی

### جدول‌های هفتگی
| جدول (۲۰۲۱)                                    | بالاترین جایگاه |
| ---------------------------------------------- | --------------- |
| آلبوم‌های داغ ژاپنی (بیلبورد ژاپن)              | ۵۶              |
| Japan Top Download Albums Chart (بیلبورد ژاپن) | ۱۸              |